# Alfa Romeo D2
L'Alfa Romeo D2 "Dux" era un motore radiale aeronautico a 9 cilindri a singola stella prodotto dall'azienda italiana Alfa Romeo Milano negli anni trenta.

## Sviluppo

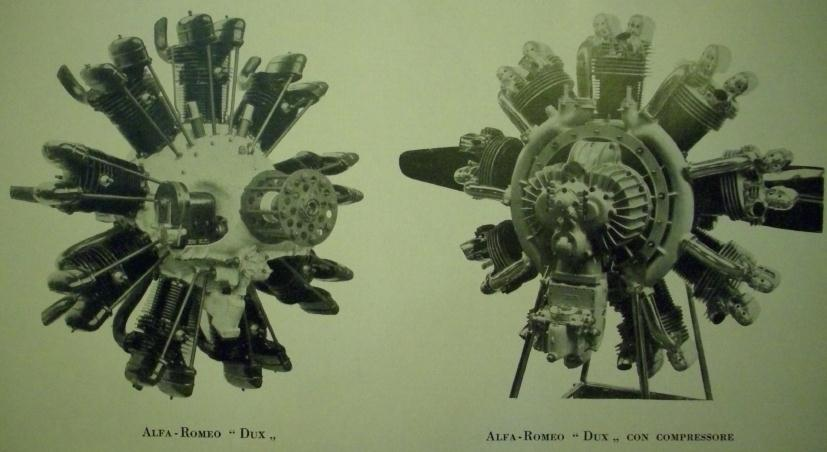
AR DUX senza e con compressore

Il modello D2 C.30 era caratterizzato dall'adozione di un compressore volumetrico ottimizzato per una quota di ristabilimento di 3.000 m. In questo modo la potenza poteva essere mantenuta costante fino a 3.500 m di quota.
Progettato da Vittorio Jano su richiesta del Ministero dell'aeronautica, che aveva l'esigenza di avere a disposizione motori radiali di produzione nazionale, deriva da un precedente progetto mai realizzato, l'Alfa Romeo D. La D deriva dalla originaria denominazione DUSE poi abbandonata.

## Descrizione tecnica
I cilindri erano montati su un castello ad anello, d'acciaio pressato, e le teste alettate sono riportate e fissate ai cilindri tramite prigionieri.
Anteriormente al motore trovavano posto la doppia pompa dell'olio e i relativi filtri, la valvola di regolazione della pressione e i magneti d'avviamento.
Il compressore, di tipo Root di produzione Alfa Romeo, era montato posteriormente al motore, e collegato all'albero motore per mezzo di ingranaggi. A regolazione manuale o automatica, era già utilizzato sulle vetture da corsa dell'Alfa Romeo.
Il collettore d'aspirazione era realizzato in fusione e alettato per migliorarne il raffreddamento.
La distribuzione era comandata da una piastra a due camme collegate alle punterie relative alle valvole motore (due per cilindro).

## Versioni
La serie D venne costruita in tre modelli:
- D1: privo di compressore
- D2: con compressore
- D4: con compressore e riduttore

## Velivoli utilizzatori
Italia
- Breda Ba.25
- Caproni Ca.101/D2
- Caproni Ca.105
- Jona 6 S